# Unidad monetaria de valor más alto
La unidad monetaria de valor más alto es aquella divisa que, con una unidad, se puede adquirir más de una unidad de cualquier otra moneda.
A 22 de julio de 2025, las monedas con un valor más alto son las siguientes:
| N.º | Moneda                    | Símbolo   | Código ISO 4217 | País o territorio | Valor en euros | Valor en dólares estadounidenses | Billete de más alto valor |
| --- | ------------------------- | --------- | --------------- | ----------------- | -------------- | -------------------------------- | ------------------------- |
| 1   | Dinar kuwaití             | د.ك       | KWD             | Kuwait            | 2,80           | 3,28                             | 20 KWD                    |
| 2   | Dinar bahreiní            | .د.ب, BD  | BHD             | Baréin            | 2,27           | 2,66                             | 20 BHD                    |
| 3   | Rial omaní                | ر.ع.      | OMR             | Omán              | 2,22           | 2,60                             | 50 OMR                    |
| 4   | Dinar jordano             | JD        | JOD             | Jordania          | 1,21           | 1,41                             | 50 JOR                    |
| 5   | Libra esterlina(1)        | £         | GBP             | Reino Unido       | 1,15           | 1,35                             | 50 GBP                    |
| 6   | Franco suizo              | Fr., SFr. | CHF             | Suiza(2)          | 1,07           | 1,25                             | 1000 CHF                  |
| 7   | Dólar de las islas Caimán | $, CI$    | KYD             | Islas Caimán      | 1,03           | 1,20                             | 100 KYD                   |
| 8   | Euro                      | €         | EUR             | Unión Europea(3)  | 1,00           | 1,17                             | 500 EUR                   |
| 9   | Dólar estadounidense(4)   | $         | USD             | Estados Unidos(5) | 0,86           | 1,00                             | 100 USD                   |
| 10  | Dólar de Singapur(6)      | S$        | SGD             | Singapur          | 0,67           | 0,78                             | 10 000 SGD                |

- (1) A considerar también las monedas fijadas en paridad (1:1) con la libra esterlina: libra de Guernsey, libra de Jersey, libra de Santa Helena, libra gibraltareña, libra malvinense y libra manesa.
- (2) El franco suizo también es la moneda oficial de Liechtenstein.
- (3) Además de los 20 países que pertenecen a la eurozona, el euro es la moneda oficial de Andorra, la Ciudad del Vaticano, Kosovo, Mónaco, Montenegro y San Marino. Por otra parte, Bulgaria, Dinamarca, Hungría, Polonia, República Checa, Rumania y Suecia pertenecen a la Unión Europea pero no utilizan el euro.
- (4) A considerar también las monedas fijadas en paridad (1:1) con el dólar estadounidense: dólar de las Bahamas, dólar de Bermudas, peso cubano convertible y balboa panameño.
- (5) Además de Estados Unidos, el dólar estadounidense es usado como moneda oficial en Ecuador, El Salvador, Islas Marshall, Micronesia, Palaos, Panamá y Timor Oriental; así como en el Caribe Neerlandés, Islas Turcas y Caicos e Islas Vírgenes Británicas; y usada de facto en países como Argentina, Cuba,[2] Líbano,[3] o Venezuela.[4]
- (6) A considerar también las monedas fijadas en paridad (1:1) con el dólar de Singapur: dólar de Brunéi.

Nota: el dinar bareiní, el rial omaní, el dinar jordano y el dólar caimanés están ligados al valor del dólar americano. De 2011 a 2015, el franco suizo estuvo ligado al valor del euro; por otra parte, el dinar kuwaití estuvo ligado a la libra esterlina hasta 1975, pero luego se ligó su valor a una canasta de monedas (dólar americano, libra esterlina, yen japonés, entre otras).